# Заринское (Костанайская область)
Заринское (каз. Заринский) — упразднённое село в Фёдоровском районе Костанайской области Казахстана. Ликвидировано в 2009 году. Входило в состав Косаральского сельского округа.

## Население
В 1999 году население села составляло 146 человек (76 мужчин и 70 женщин).